# Língua balangao
Balangao ou Balangaw (também chamada  Balangao Bontoc) é a língua do povo montanhês de mesmo nome do norte das Filipinas (Luzon, centro da província de Montanha e em Anudan, Kalinga (província).

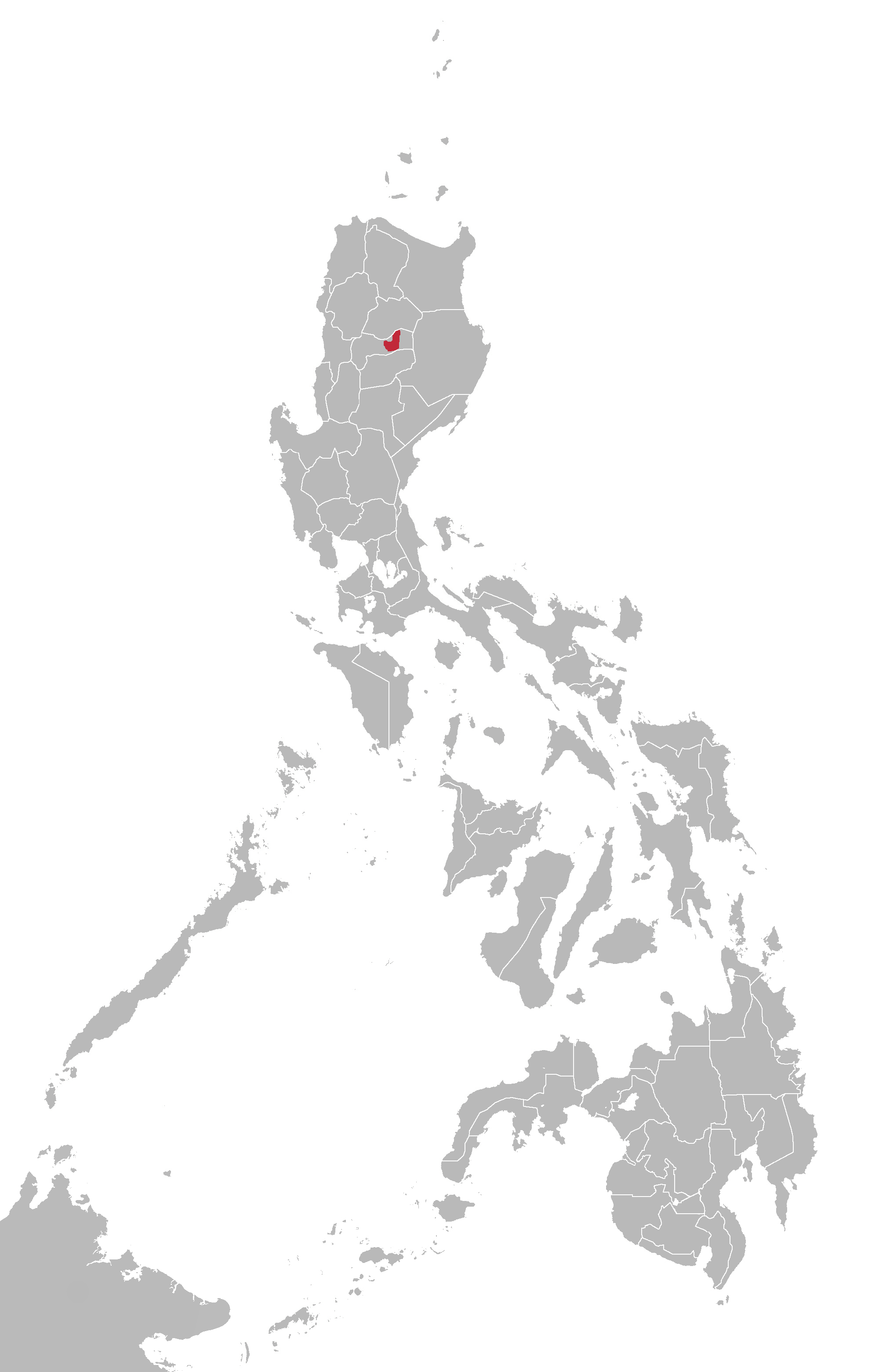
Área onde se fala Balangao – conf. Etnologue

## Escrita
A língua Balangao pode ser escrita com o alfabeto latino numa forma sem as letras J, K, Q, V, X. Z, nem o C (exceto em Ch). Usam-se as formas Ch, Ng e É.

## Amostra de texto
Ad namennamenghan ano, wada hen ihay mad-an way bummabléy ad Losoob. Hiyatoy mad-an, adi masséy hen labi ya hen ag-agaw, ta adina ano ilan hen matéyan hen anàna, te duwada hen anàna way pahig lalae, te enekkatda yag natèy ah amada.
Português
Há muito tempo, diziam, havia uma velha muçher que morava em Losob. Essa velha, ela não dormia à noite nem de dia, como se ela não quisesse ver a morte de sua prole, porque sua descendência eram dois meninos puros, porque eles eram (ambos) pequenos quando seu pai morreu.